# Batalla de San Pedro Perulapán
La batalla de San Pedro Perulapán fue librada el 25 de septiembre de 1839 en el pueblo de San Pedro Perulapán de la actual república de El Salvador, entre el Ejército federal al mando del general Francisco Morazán y el llamado “Ejército Pacificador de Centroamérica” al mando del general Francisco Ferrera, de la que resultó una derrota para este.

## Antecedentes
Repuesto el general Ferrera del desastre de Batalla del Espíritu Santo, con los contingentes de 300 hombres, fusiles y municiones que el Comisionado licenciado José María Guerrero de Arcos y Molina le consiguió con el gobierno de Nicaragua, volvió a invadir el Estado de El Salvador al mando de 1200 hombres a los que llamó el “Ejército Pacificador de Centroamérica”, por el Departamento de Chalatenango, ocupando la Plaza de Suchitoto, el 22 de septiembre de 1839, desde donde se dirigió un ultimátum en contra del general Morazán.
Mientras tanto, el teniente coronel Escolástico Marín, separatista y simpatizante de la causa de Ferrera se levantó contra el Gobierno del general Morazán, poniendo sus contingentes al servicio del invasor, y quien al tomar contacto con Ferrera, este le ordenó que marchase sobre la plaza de Cojutepeque, a donde el llegaría con sus tropas para apoyar la fracción y tomar posteriormente la plaza de San Salvador, donde acabaría con el poder del Jefe del Estado y el gobierno de facto del vicepresidente de la Federación, Diego Vigil.
Inmediatamente que el General Morazán tuvo conocimiento de la nueva invasión del general Ferrera, el 15 de septiembre, salió de San Salvador al mando de 300 hombres en busca de Ferrera, al cual había vencido con anterioridad en abril del mismo año en la Hacienda de El Espíritu Santo.
Aprovechando la ausencia de Morazán, en la madrugada del 16 estalló una revuelta en la propia ciudad de San Salvador, la cual en poco tiempo se hizo con el control de la ciudad. Alertado Morazán de la revuelta marchó de nuevo sobre la ciudad de San Salvador y en poco tiempo les propino una contundente derrota salvando a su familia, que estaba en manos de los revolucionarios.
Restablecido el orden en San Salvador, el general Morazán, volvió nuevamente sus miras al ejército de Ferrera, que de Suchitoto se había movilizado sobre Cojutepeque, con el objetivo de tomar esta plaza y cargar en seguida sobre la capital.

## Movimientos previos
El general Morazán, deseoso de aplastar a Ferrera, reunió una columna de 500 hombres, después de habérsele incorporado un contingente llevado a la capital por el coronel Rivas, saliendo a la cabeza de ellos, de San Salvador, el 24 de septiembre de 1839, habiendo llegado ese día por la tarde, a San Martín, y a su vez, en ese mismo día, a San Pedro Perulapán, el general Ferrera, al mando de sus tropas, a las cuales acantono allí, con el propósito de continuar su marcha al día siguiente hacia Cojutepeque. 
El teniente coronel Marín se movió a su vez, con un contingente de 600 hombres que había reunido en el Departamento de San Vicente, sobre Cojutepeque, donde debía reunirse con Ferrera.

## La batalla
En la madrugada del día 25 del mismo mes de septiembre, el general Morazán se movió de San Martín sobre San Pedro Perulapán, con un contingente ya de 600 hombres, por habérsele unido 100 más, en San Martín y marchó con ellos dispuesto a sorprender a Ferrera en su propio campamento.
A las seis de la mañana, Morazán estaba al frente del enemigo sin ser visto por este, por lo sinuoso y quebrado del terreno, el cual se preparaba haciendo formaciones para proseguir su marcha sobre Santa Cruz Michapa, camino de Cojutepeque.
Aprovechando la falta de precaución del enemigo, que no imaginaba que lo tenía enfrente, Morazán, con el objeto de preparar la forma del ataque, subió a una pequeña eminencia del terreno para observar el paraje y habiendo podido constatar, que la gente de Ferrera ocupaba la plaza del pequeño pueblo, la iglesia y la casa parroquial, todos ellos dominados por una suave altura donde estaba el campanario, ocupado por numerosa tropa; ordenó al Coronel Antonio Lazo, que con 50 dragones y la segunda sección de cazadores atacara de frente a bayoneta, al destacamento de unos 100 hombres que Ferrera tenía apostados a la entrada sur del pueblo.
Cumpliendo Lazo las instrucciones cayo sobre el enemigo, que no pudo resistir el rápido y sorpresivo ataque, teniendo que huir hacia el centro de la plaza, perseguido de cerca por el Coronel Lazo, hasta rechazarlo en donde este se vio envuelto en un reñido combate, con el grueso del ejército de Ferrera, que se había aprestado a la lucha.
Apercibido Morazán de que Lazo se movía hacia el centro del pueblo persiguiendo a la columna que había desalojado, ordenó al Coronel Rivas, que fuera a protegerle con la primera compañía de cazadores, la a paso de carga entró a la refriega en que estaba envuelto el Coronel Lazo batiéndose con el propio Ferrera, que en medio de la sorpresa del asalto, había entrado en acción con los oficiales de su Estado Mayor y el segundo batallón de Yoro.
Morazán, desde su puesto de observación, después que el coronel Rivas había tomado contacto con el enemigo, ordenó al Coronel Indalecio Cordero, que atacara por el flanco izquierdo, situado al oeste del poblado, al coronel Francisco Martínez, que con el tercer batallón de Yoro, defendía el campanario; principal sostén y defensa formidable del ejército del general Ferrera.
La batalla toma entonces grandes proporciones. El coronel Cordero ataca el campanario pero es rechazado. A poco, el General Ferrera es herido por las tropas de Rivas y Lazo, y es llevado a la retaguardia. Rivas a su vez pierde su cabalgadura, cayendo a tierra, pero pronto se repone y ordena al Coronel Guillermo Quintanilla que ataque de frente el campanario y proteja el nuevo ataque del Coronel Cordero, sobre el mismo reducto, mientras se ocupa del Coronel Lazo, que también es herido en el combate.
Martínez y sus tropas defienden con coraje el campanario y vuelven a rechazar los ataques de flanco y de frente que les hacen los Coroneles Cordero y Quintanilla. Morazán se acerca entonces y vigoriza la acometida, arengando a sus tropas y lanza por el oriente al Coronel Esteban Ciero, con dos compañías de reserva, mientras volvían a la carga los Coroneles Cordero y Quintanilla por el flanco izquierdo y el frente. Cogido entonces a tres fuegos, Martínez que tanta resistencia había hecho se rinde, mientras los de Ferrera aún se sostenían peleando en la iglesia y casa parroquial, hasta que al oír las vivas de la Federación por el lado del campanario y notar que en este sector no había ya resistencia, presos del pánico, ordenaron retirada al darse cuenta además de que las columnas del Coronel Ciero, amenazaban con cerrarles la retaguardia al avanzar por el lado oriente del poblado.
Al iniciarse la derrota y desbande de las tropas del separatista Ferrera, el General Morazán ordenó la persecución de ellas a una sección de dragones y una compañía de infantes, que puso al mando del Coronel Marcelino Pérez y la cual no había tomado parte en la acción por falta de espacio en el terreno. Los derrotados huían para Suchitoto y sobre el Lempa, buscando algún vado para atravesarlo. Uno de los ayudantes de Ferrera, el Capitán Brito quiso agrupar a los que huían y organizar la retirada, pero fue atacado y deshecho por el Coronel Pérez muriendo en la Contienda. La persecución de los derrotados continuó hasta la frontera de Honduras.
Las bajas de Ferrera, en la acción fueron 152 soldados y 8 oficiales muertos; 250 prisioneros, habiéndose capturado una pieza de artillería de cuatro libras, 700 fusiles y 17 cajas de parque, los archivos del ejército, instrumentos de música y banderas. 
De lado de los federalistas hubo 16 soldados y un oficial muertos; 3 jefes, 3 oficiales y 18 soldados heridos.

## Conclusión
El éxito de la batalla se debió a la sorpresa que dio el ejército morazanista al de Ferrera; a la rapidez de sus movimientos y al descuido del invasor, al no tener vigilancia sobre su retaguardia, frente y flanco.
La batalla significó desastre completo para los separatistas y un suspiro para el ya tambaleante Gobierno Federal.